# Lutz Mehlhorn
Lutz Mehlhorn (* 1957) ist ein deutscher Psychologe und Heilpraktiker.

## Lebenslauf
1984 war Lutz Mehlhorn Mitbegründer der Psychosozialen Kontakt- und Beratungsstelle Albatros, für die er bis 1992 mitwirkte. In den Jahren 1992 bis 2000 war Lutz Mehlhorn als Gutachter für die DEKRA AG mit dem Schwerpunkt Verkehrspsychologie tätig. Seit 2000 liegt ein Schwerpunkt bei der psychotherapeutischen Arbeit mit durch Alkohol- und Verkehrsdelikte auffällig gewordenen Menschen. 2005 entwickelte Mehlhorn ein Seminarkonzept zur Raucherentwöhnung.

## Fernseh- und Radiosendungen
- Glücklicher Nichtraucher in fünf Stunden als RBB Fernsehreportage (23. Januar 2008)
- Tagesthemen auf ARD (11. Februar 2008)
- Spreeradio Sonderseminar GLÜCKLICHER NICHTRAUCHER auf Spreeradio am 14. März 2008
- Radio Abendsendung auf Radio Teddy am 14. April 2008
- FAB TV Magazin Wellness and more auf FAB TV am 16. Mai 2008
- Psychologischer Berater bei Vera am Mittag auf Sat1 (2002–2004)

## Hörbücher
- Das neue Hypno Synchron Programm (2005, ISBN 978-3897672444)
- Hypno Synchron – Angst in Gelassenheit verwandeln (2005, ISBN 978-3897672505)
- Stärkung der inneren Heilkräfte. CD: Die Methode, mit der man für jedes Problem die richtige Lösung findet (2005, ISBN 978-3897672499)
- Positive Problemlösung. CD: Die Methode, mit der man für jedes Problem die richtige Lösung findet (2005, ISBN 978-3897672468)
- Zwischenmenschliche Beziehungen. (2005, ISBN 978-3897672475)
- Energiequell Unterbewußtsein. (1998, ISBN 978-3762685364)
- Erfüllende Liebesbeziehungen. Subliminal-Programm. (1997, ISBN 978-3762685555)